# Dead Man's Hand (videogioco)
Dead Man's Hand è uno sparatutto in prima persona ambientato nel Far West, sviluppato da Human Head Studios e distribuito da Atari.

## Trama
El Tejon è membro della famigerata banda dei "Nove" che viene tradito perché rifiuta di uccidere un gruppo di donne e bambini, cosa che gli avrebbe permesso di farsi un nome da Pistolero, e di diventare ricco e famoso.  Per questa insubordinazione il capo della banda gli spara e lo lascia nel deserto a morire sotto il sole cocente e i corvi. Tuttavia viene ritrovato dal Generale San Jaun Jauncito Blanco, che lo rinchiude in prigione. Il suo compagno di cella è Iago, un leader rivoluzionario che mette in atto un'evasione e che permette a El Tejon di fuggire e di vendicarsi di tutti i membri della banda.

## Modalità di gioco

### Giocatore singolo
Ogni livello inizia con una mano di Poker che permette al giocatore di ottenere più salute o munizioni. Il personaggio dispone di 4 armi: un coltello Bowie, un revolver, un fucile e un fucile a canna liscia. Si possono anche utilizzare molotov e candelotti di dinamite. Nel gioco sono presenti i "Punti Leggenda" che si possono ottenere distruggendo oggetti (bottiglie, barili), uccidendo nemici ed effettuando uccisioni speciali (per esempio uccidendo un nemico tramite un barile di polvere da sparo). Ottenendo punti è possibile riempire la "barra di Potenza" che permette di usare un tiro più potente con le armi da fuoco. Il gioco è degno di nota per aver incluso un personaggio di origine ispanica.

### Multigiocatore
Il gioco presenta una modalita multiplayer che era giocabile attraverso Gamespy, ma dopo la chiusura del sito l'unico modo per giocare è tramite Hamachi.

## Personaggi
- El Tejon: Il personaggio principale controllato dal giocatore, colui che è stato tradito e che cerca vendetta.
- Carlos Sanchez: un ubriacone che trova sempre un nascondiglio per la banda.
- Flat Iron: l'unico membro dei "Nove" che non ha sparato con una pistola, ma che ha un'incredibile abilità nel lanciare coltelli.
- Andrew "Numbers" Thompson: il cervello della banda, soprattutto nelle questioni finanziarie. Durante le sparatorie spesso si mette al riparo dietro a delle coperture. Lui pensa sia una buona tattica, ma spesso viene scambiato come un codardo dal resto della banda.
- James "Big Guns" Grissom: l'uomo più forte della banda, in grado di lanciare asce dalla distanza con incredibile precisione. Si dice abbia ucciso un cavallo con un singolo lancio.
- Ezekiel "Father Zeke" Hardbottom: un prete che ha guidato il resto della banda a sparare ai peccatori. Può sembrare un santo, ma è sempre armato e porta alcune molotov sotto il cappotto.
- "Gentleman" John Kendall: il giocatore d'azzardo dei "Nove". Nonostante il suo soprannome, è un assassino e un baro. Kendall sembra essere sempre rilassato, ma in realtà è il più pericoloso, in quanto possiede la velocità e l'astuzia di un serpente a sonagli. La sua velocità a sfoderare le pistole lo rende un avversario temibile.
- Calvin e Clay Leonard (Leonard Brothers): I Leonard Brothers sono i gemelli della banda. Sono sempre tenuti d'occhio dal resto dei membri poiché sembrano essere impazziti. Hanno un talento naturale nel sapere cosa stanno pensando l'un l'altro.
- Tennessee Vic: il leader a sangue freddo dei "Nove". Tennessee Vic è un uomo folle che ha tentato di conquistare un posto al Senato per ottenere più potere. È colui che ha sparato a El Tejon dicendogli che si era disegnato da solo la "Mano del Morto" (Dead Man's Hand).

## Armi
Corpo a corpo: Coltello Bowie
Pistole: Colt Single Action Army, Smith & Wesson Volcanic, Remington-Elliot Pepperbox
Fucili: Carabina Winchester, Colt revolving rifle, Fucile Sharps
Fucili a canna liscia: Winchester Model 1897, Stevens Arms Side-By-Side Shotgun, Overland shotgun
Armi da lancio: Molotov, Candelotto di dinamite

## Accoglienza
| Recensore      | Punteggi Complessivi | Punteggi Complessivi |
| Recensore      | Xbox                 | PC                   |
| -------------- | -------------------- | -------------------- |
| GameRankings   | 59,53%               | 63,94%               |
| Metacritic     | 62/100               | 63/100               |
| Recensore      | Punteggi Recensioni  | Punteggi Recensioni  |
| Recensore      | Xbox                 | PC                   |
| IGN            | 6,0/10               | 6,2/10               |
| GameSpot       | 60/100               | 66/100               |
| Multiplayer.it | 6,5/10               |                      |
| SpazioGames    | 6,7/10               |                      |

## Curiosità
Nel menù principale del gioco viene usata la canzone "Gipsy's Curse" del gruppo musicale Calexico.